# Matthias Lanzinger
Matthias Lanzinger (Abtenau, 9 december 1980) is een Oostenrijkse skiër. Hij is actief bij de reuzenslalom, de Super G en de combinatie.
In februari 2000 werd hij tweede op het junior wereldkampioenschap Alpineskiën in het Canadese Lac Beauport. Over het skiseizoen 2003-2004 behaalde hij een prijs in de Alpineski Europacup.
In november 2004 deed hij voor het eerst mee aan de Wereldbeker Alpineskiën. Op 1 december 2005 behaalde hij een derde plaats in de Super G van Beaver Creek (Colorado) in de Verenigde Staten. Bij latere wedstrijden wist hij nog tweemaal bij de beste tien te komen.

## Crash
Op 2 maart 2008 kreeg zijn skicarrière een onverwachte wending toen hij zeer ongelukkig ten val kwam bij zijn tweede afdaling om de wereldbeker Super G in de Noordse plaats Kvitfjell. Lanzinger liep een dubbele open beenbreuk op, een zware hersenschudding en ernstige kneuzingen. In een negen uur durende operatie probeerde men zijn linkeronderbeen te redden door de bloedcirculatie weer op gang te brengen. Toen bleek dat zijn bloedvaten niet meer te redden waren, ging men op 4 maart over tot amputatie.

## Rentree
In 2011 maakte Matthias Lanzinger zijn rentree in het skiën tijdens de IPCAS races in Snowworld Landgraaf. In 2014 komt Lanzinger voor Oostenrijk uit op de Paralympische Winterspelen in Sotsji.

## Belangrijkste resultaten

### Paralympische Winterspelen
| Jaar | Plaats | Resultaten                              |
| ---- | ------ | --------------------------------------- |
| 2014 | Sotsji | 4e Afdaling · Super-G · Supercombinatie |